# Gertrudes Johannes Resink
Gertrudes Johannes (Han) Resink (Jogjakarta, 11 oktober 1911 – Jakarta, 4 september 1997) was een Nederlands-Indonesisch dichter, essayist en geleerde.
Voor de Tweede Wereldoorlog was Resink actief in De Stuw-groep, een organisatie die streefde naar de onafhankelijkheid van toenmalig Nederlands-Indië en de vorming van een democratische rechtsstaat, met behoud van de banden met Nederland. Resink publiceerde in De Fakkel, Oriëntatie, Indonesië en Ons Erfdeel.
In 1950 nam Resink de Indonesische nationaliteit aan en van 1947 tot 1976 was hij hoogleraar aan de juridische faculteit van de Universitas Indonesia. Hij bleef tot zijn dood in Jakarta wonen.
Binnen de Nederlandse literatuur neemt Resink een unieke positie in. Hij is de enige die Europese literaire vormen combineert met een echt Indonesisch levensgevoel. Zijn verzen zijn, aldus Rob Nieuwenhuys, van een betoverende kracht, nooit impressionistisch, maar altijd vol oud geloof uit de cultuur waarin hij leefde en die hij kennelijk de zijne had gemaakt. Een bundel Nederlandse gedichten verscheen eerst onder de titel Op de breuklijn, later in uitgebreider vorm onder de naam Kreeft en Steenbok (1963). In 1981 verscheen Trans-cultureel. De vorm van veel van zijn gedichten is traditioneel Europees, kwatrijnen en sonnetten, maar vaak met verrassende woordspelingen. Ze doen soms denken aan gedichten van Verlaine en Baudelaire.
Steyaert betoogt hoe Resink ook voortbouwde op de principes van de Tachtigers, en toont de betekenis van zijn werk aan door het te vergelijken met het werk van dichters als Jacques Perk, Willem Kloos en Johan Andreas Dèr Mouw.
Enkele van Resinks gedichten zijn vertaald in het Frans en het Indonesisch.
Resink publiceerde verschillende essays over Joseph Conrad en diens spiritueel-culturele raakvlakken met het werk van Rimbaud, Debussy en Multatuli.
Zijn historisch-rechtskundige studiën, waarin hij de mythe van 'vier eeuwen Pax Neerlandica' ontzenuwt, verschenen in Engelse vertaling onder de titel Indonesia's History between the Myths (1968).
Resink was een telg van een Indo-Europese familie in Nederlands-Indië. Zijn ouders stelden in hun huis de door hen verzamelde Indonesische kunst tentoon, en zijn moeder vroeg aan haar vaak rijke vrienden een bijdrage voor het bekijken daarvan. Die inkomsten zette zij in voor de scholing van Indonesische vrouwen. De hele collectie is later aan de Republiek Indonesië geschonken en is nu deel van het Museum Sonobudoyo in Jogjakarta.

## Werken
- Kreeft en Steenbok (1963)
- Indonesia's history between the myths : essays in legal history and historical theory (1968)
- Trans-cultureel (1981), ISBN 90-290-1445-8
- Raja dan kerajaan yang merdeka di Indonesia, 1850-1910 : enam tulisan terpilih (1987), ISBN 979-428047-X
- Perifeer en efemeer (2001), Querido's Uitgeverij, ISBN 9021479540

## Over G.J. Resinks poëzie
- Vis, George, 'Niet-westers?; Iets over de poëzie van G.J. Resink', Michiel van Kempen, Piet Verkruijsse en Adrienne Zuiderweg (red.), Wandelaar onder de palmen. Opstellen over koloniale en postkoloniale literatuur en cultuur, Leiden 2004, KITLV